# Olszanka (Białopole)
Olszanka – część wsi Białopole w Polsce położona w województwie lubelskim, w powiecie chełmskim, w gminie Białopole.